# ソラナ
ソラナ（英: Solana）は、スマートコントラクトを用いて分散型金融（DeFi）アプリケーションや非代替性トークン（NFT）ができるブロックチェーンプラットフォームである。内部通貨はSOL（ソル）であり、ガス代の支払いに利用される。

## 概要
ソラナは2020年に元クアルコム社のエンジニア、アナトリー・ヤコベンコ（Anatoly Yakovenko）とグレッグ・フィッツジェラルド（Greg Fitzgerald）が設立したSolana Labsによって開発された。独自のコンセンサスアルゴリズム「プルーフ・オブ・ヒストリー（Proof of History）」を採用し、1秒あたり5万件の取引処理能力を持つ。主な用途として、分散型金融（DeFi）アプリケーションや非代替性トークン（NFT）のプラットフォームとして利用されている。
プラットフォーム上では、SOL（ソル）と呼ばれる独自の暗号資産が発行されており、これがソラナエコシステム内での主要な通貨として機能している。さらに、ソラナはステーキング機能も提供しており、ユーザーは長期保有によってステーキング報酬を得ることができる。
ビットコインやイーサリアムはスケーラビリティ問題を抱えており、レイヤー2ソリューションで取引を分散処理することで、時間とコストの問題を解決しようとしている。一方、ソラナはトランザクション処理速度とブロック生成速度が非常に早くコストも安いため、レイヤー1だけで処理を完結させることができる。

## 特徴
ソラナの最大の特徴である独自のコンセンサスアルゴリズム「PoH（Proof of History）」は、ブロックチェーンのトランザクション処理速度を向上させる仕組みである。通常のブロックチェーンは、ノード間で同期を取りつつタイムスタンプを使用してトランザクションを承認するが、これが処理の遅延を引き起こす原因となる。
一方、PoHでは、特定の時点でイベントが発生したことを証明する履歴レコードを活用し、ノードが非同期で動作するため、同期のための時間が不要となり、処理速度が大幅に向上する。この仕組みにより、ソラナはデータベースレベルの処理速度を実現している。

## システム障害
Solanaは、何度か顕著なシステム障害を経験していた。
2021年9月14日、Solanaブロックチェーンはトランザクションの急増によってネットワークがフォークし、バリデーターによってネットワークの状態についての見解が異なったため、オフラインになった。 ネットワークは翌日の2021年9月15日にオンラインに戻された。
Solanaブロックチェーンは5月1日に再びオフラインになり、ボットによってオフラインにされたため、停止はおよそ7時間続いた。ブロックチェーンは2022年5月31日に再びオフラインになり、ブロックチェーンがオフライントランザクションを処理する方法のバグが原因だった。 この停止は約4時間半続いた。
2022年10月1日、バリデータクライアントのコンセンサスバグにより、設定ミスのノードが有効だが異なる複数のブロックを公開したため、Solanaネットワークが6時間停止し、このバグによって誤って設定されたノードが複数の有効なブロックを公開することができた。